# 伊德尔贝格
伊德尔贝格是德国莱茵兰-普法尔茨州的一个市镇。总面积1.13平方公里，总人口53人，其中男性29人，女性24人（2011年12月31日），人口密度47人/平方公里。